# Karruseldør
En karruseldør eller svingdør er en type af dør som typisk består af roterende dørblade, som hænger på en roterbar vertikalaksel, sædvanligvis med en rund indkapsling.Karruseldøre kan skubbes af mennesker, eller være motordrevne.
Fordelen i forhold til almindelige døre er, at flere mennesker kan passere både ind og ud samtidigt.
En anden fordel med en indkapslet karruseldør er, at gennemtræk mindskes drastisk ved brug og dermed hindres varmetab ud om vinteren - og indtrængen af varm fugtig luft om sommeren.